# Lecanora lugubris
Lecanora lugubris är en lavart som först beskrevs av C. W. Dodge, och fick sitt nu gällande namn av D. J. Galloway & P. M. Jørg. Lecanora lugubris ingår i släktet Lecanora och familjen Lecanoraceae.   Inga underarter finns listade i Catalogue of Life.